# Wir geben ’ne Party
Wir geben ’ne Party (wydany także jako We’re Givin’ a Party) – singel niemieckiego zespołu Mekado, wydany w 1994 roku.
W 1994 roku utwór reprezentował Niemcy podczas 39. Konkursu Piosenki Eurowizji organizowanego w Dublinie, gdzie zajął trzecie miejsce i zdobył 128 punktów, w tym maksymalną liczbę dwunastu punktów od Rumunii oraz Węgier. 
Utwór uplasował się na 100. miejscu listy przebojów w Niemczech.

## Lista utworów
CD single
1. „We’re Givin’ a Party” – 3:00
2. „Mr. Radio” – 3:01
3. „Wir geben ’ne Party” – 3:00
4. „We’re Givin’ a Party” (Maxi Version) – 4:10

## Notowania na listach przebojów
| Kraj   | Lista (1994)      | Najwyższe miejsce |
| ------ | ----------------- | ----------------- |
| Niemcy | GfK Entertainment | 100               |